# Belfast Great Victoria Street
Belfast Great Victoria Street – stacja kolejowa w Belfaście, w Irlandii Północnej. Stacja ma 2 perony.